# Моргейт
Моргейт (англ. Moorgate) — одни из северных ворот оборонительной стены Лондонского Сити, были построены последними. Ворота получили свое название от Мурфилдс — болотистой местности, расположенной непосредственно к северу от стены.
Ворота были снесены в 1762 году, но дали название улице Моргейт, проложенной в 1834 году. Район вокруг улицы и станции Моргейт неофициально также называют Моргейт. Здесь расположены различных финансовые учреждения, а также много примечательных исторических и современных зданий.